# Municipio de Metal
El municipio de Metal (en inglés: Metal Township) es un municipio ubicado en el condado de Franklin en el estado estadounidense de Pensilvania. En el año 2000 tenía una población de 1.721 habitantes y una densidad poblacional de 14.9 personas por km².

## Geografía
El municipio de Metal se encuentra ubicado en las coordenadas 39°59′00″N 77°52′28″O / 39.98333, -77.87444.

## Demografía
Según la Oficina del Censo en 2000 los ingresos medios por hogar en la localidad eran de $35,417 y los ingresos medios por familia eran de $38,750. Los hombres tenían unos ingresos medios de $28,725 frente a los $21,167 para las mujeres. La renta per cápita de la localidad era de $15,958. Alrededor del 12,8% de la población estaba por debajo del umbral de pobreza.